# Zagórze (Wieliczka)
Pour les articles homonymes, voir Zagórze.
Zagórze est une localité polonaise de la gmina de Niepołomice, située dans le powiat de Wieliczka en voïvodie de Petite-Pologne.